# DIN
Zkratka DIN znamená:

Logo DIN

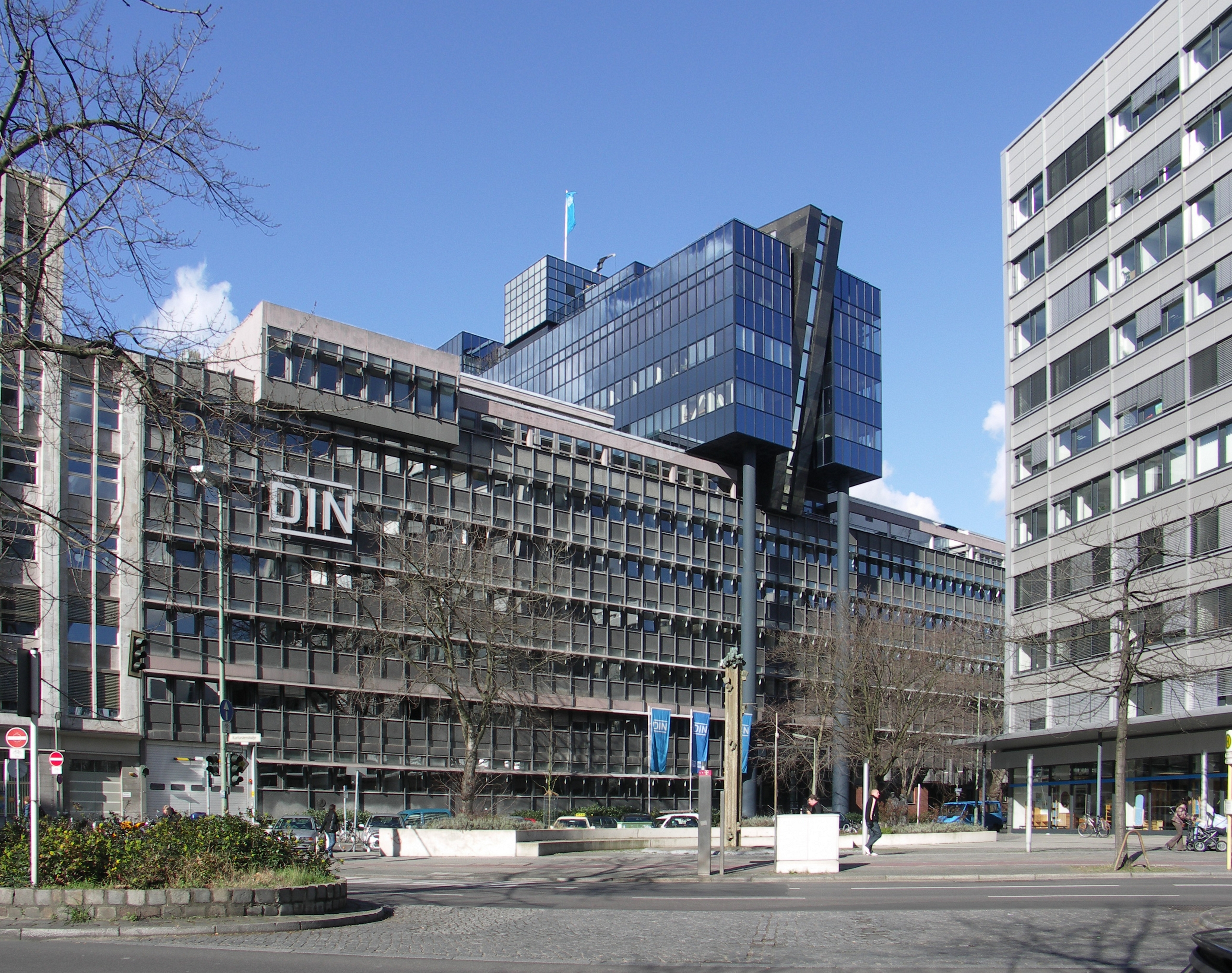
Sídlo DIN v Berlíně-Tiergartenu

1. Deutsches Institut für Normung e. V., Německý ústav pro průmyslovou normalizaci, nebo
2. Deutsche Industrie-Norm, jím vydaná německá národní norma, obvykle označená jako DIN a pořadové číslo.

Německý ústav pro průmyslovou normalizaci vznikl v roce 1917 jako výbor a první normu DIN 1 "Kuželové kolíky" vydal v březnu 1918. Od roku 1922 je to občanské sdružení, jehož členy jsou průmyslové podniky, jejich sdružení a další právnické osoby, které mají o normalizaci zájem a DIN svými členskými příspěvky podporují. Normy vznikají vyjednáváním v zájmových skupinách a mají celostátní platnost, zaručenou smlouvou mezi DIN a spolkovou vládou. Asi 2/3 svých nákladů kryje DIN prodejem norem, zbytek z členských příspěvků a dotací vlády. Od roku 1951 je DIN členem mezinárodní organizace pro standardizaci (ISO) a má také za úkol přenášet do Německa mezinárodní standardy a naopak v ISO prosazovat německé zájmy.
V bývalém Československu a i v České republice se řada norem DIN běžně přejímala jako ČSN a užívala, například normy formátů papíru (např. "DIN A 4") nebo jako logaritmická jednotka pro označování citlivosti fotografických materiálů (například film o citlivosti 21 DIN odpovídal 100 ASA, 24 DIN odpovídal 200 ASA atd.). V poslední době je nahrazují normy ISO a z praktických důvodů i americké normy ANSI (dříve ASA).